# Puchar Ukrainy w piłce nożnej (2009/2010)
Puchar Ukrainy 2009/2010 (oficjalna nazwa: DataGroup Puchar Ukrainy w piłce nożnej, ukr. Datagroup-Кубок України з футболу) - XIX rozgrywki ukraińskiej PFL, mające na celu wyłonienie zdobywcy krajowego Pucharu, który zakwalifikuje się tym samym do Ligi Europy UEFA sezonu 2010/11. Sezon trwał od 18 lipca 2009 do 16 maja 2010.
W sezonie 2009/2010 rozgrywki te składały się z:
- I rundy wstępnej,
- II rundy wstępnej,
- meczów 1/16 finału, w której dołączyły zespoły Premier Lihi sezonu 2008/2009,
- meczów 1/8 finału,
- meczów 1/4 finału,
- meczów 1/2 finału,
- meczu finałowego.

## Drużyny
Do rozgrywek Pucharu przystąpiło 56 klubów Premier, Pierwszej i Drugiej Lihi oraz Zdobywca
Pucharu Ukrainy 2008 roku spośród drużyn amatorskich.
| Kluby Premier Lihi: | Kluby Pierwszej Lihi: | Kluby Drugiej Lihi: | Zdobywca Pucharu Ukrainy spośród drużyn amatorskich: |
| - Arsenał Kijów - Czornomoreć Odessa - Dnipro Dniepropetrowsk - Dynamo Kijów - Illicziweć Mariupol - Karpaty Lwów - Krywbas Krzywy Róg - Metalist Charków - Metałurh Donieck - Metałurh Zaporoże - Obołoń Kijów - Szachtar Donieck - Tawrija Symferopol - Worskła Połtawa - Zakarpattia Użhorod - Zoria Ługańsk | - Arsenał Biała Cerkiew - Desna Czernihów - Dnister Owidiopol - Enerhetyk Bursztyn - FK Charków - FK Lwów - Feniks-Illiczoweć Kalinine - Helios Charków - Krymtepłycia Mołodiżne - Naftowyk-Ukrnafta Ochtyrka - Nywa Tarnopol - FK Ołeksandrija - PFK Sewastopol - Prykarpattia Iwano-Frankiwsk - Stal Ałczewsk - Wołyń Łuck - Zirka Kirowohrad | - Bastion Iljiczewsk - Bukowyna Czerniowce - CSKA Kijów - Dnipro-75 Dniepropetrowsk - Dynamo Chmielnicki - FK Morszyn - FK Połtawa - FK Sumy - Hirnyk Krzywy Róg - Hirnyk-Sport Komsomolsk - Jednist' Płysky - Kremiń Krzemieńczuk - MFK Mikołajów - Nywa Winnica - Olimpik Donieck - Ołkom Melitopol - Roś Biała Cerkiew - Stal Dnieprodzierżyńsk - Szachtar Swierdłowsk - Tytan Armiańsk - Tytan Donieck (został rozformowany) - Weres Równe | - Irpiń Horenicze                                    |

## Terminarz rozgrywek

### I runda wstępna (1/64)
Mecze rozegrano 18 lipca 2009.
| FK Morszyn           | +:- | Olimpik Donieck           |       |
| MFK Mikołajów        | 3:0 | Ołkom Melitopol           |       |
| Weres Równe          | 2:0 | Hirnyk-Sport Komsomolsk   |       |
| Tytan Donieck        | -:+ | Jedność Płysky            |       |
| Bastion Iljiczewsk   | 2:1 | Kremiń Krzemieńczuk       |       |
| Irpiń Horenicze      | +:- | Dynamo Chmielnicki        |       |
| FK Sumy              | 2:1 | Bukowyna Czerniowce       |       |
| Hirnyk Krzywy Róg    | 2:2 | Dnipro-75 Dniepropetrowsk | k.3:1 |
| Szachtar Swierdłowsk | 1:0 | Roś Biała Cerkiew         |       |

### II runda wstępna (1/32)
Mecze rozegrano 5 sierpnia 2009 z wyjątkiem meczów Enerhetyk Bursztyn - Helios Charków oraz Bastion Iljiczewsk - Krymtepłycia Mołodiżne, które odbyli się 4 sierpnia.
| Enerhetyk Bursztyn     | 1:1 | Helios Charków               | k.6:5     |
| Bastion Iljiczewsk     | 0:3 | Krymtepłycia Mołodiżne       |           |
| Dnister Owidiopol      | 1:0 | Arsenał Biała Cerkiew        |           |
| Desna Czernihów        | 1:2 | Nywa Tarnopol                |           |
| MFK Mikołajów          | 1:0 | Prykarpattia Iwano-Frankiwsk |           |
| Stal Ałczewsk          | 2:1 | PFK Sewastopol               |           |
| Szachtar Swierdłowsk   | 2:0 | FK Morszyn                   |           |
| FK Połtawa             | 1:0 | FK Lwów                      |           |
| Irpiń Horenicze        | 1:4 | Wołyń Łuck                   |           |
| Tytan Armiańsk         | 0:2 | FK Ołeksandrija              |           |
| Stal Dnieprodzierżyńsk | 1:0 | Zirka Kirowohrad             |           |
| FK Sumy                | 0:1 | Naftowyk-Ukrnafta Ochtyrka   |           |
| Nywa Winnica           | 0:1 | Feniks-Iliczowiec Kalinine   |           |
| Weres Równe            | 0:4 | CSKA Kijów                   |           |
| Jedność Płysky         | 5:1 | Hirnyk Krzywy Róg            | dod.(1:1) |

### 1/16 finału
Mecze rozegrano 15 sierpnia 2009.
| MFK Mikołajów              | 0:1 | Krymtepłycia Mołodiżne     |                  |
| Zakarpattia Użhorod        | 2:3 | Dnipro Dniepropetrowsk     |                  |
| Krywbas Krzywy Róg         | 5:0 | Zoria Ługańsk              |                  |
| Jedność Płysky             | 2:1 | Nywa Tarnopol              |                  |
| Arsenał Kijów              | 1:2 | Dynamo Kijów               |                  |
| Stal Ałczewsk              | 1:0 | Czornomoreć Odessa         |                  |
| Szachtar Swierdłowsk       | 1:3 | Illicziwec Mariupol        |                  |
| Stal Dnieprodzierżyńsk     | 0:4 | Tawrija Symferopol         |                  |
| FK Charków                 | 1:5 | Karpaty Lwów               |                  |
| Enerhetyk Bursztyn         | 0:1 | Metalist Charków           |                  |
| FK Ołeksandrija            | 2:3 | Wołyń Łuck                 |                  |
| FK Połtawa                 | 0:2 | Feniks-Iliczowiec Kalinine |                  |
| Naftowyk-Ukrnafta Ochtyrka | 1:1 | Metałurh Donieck           | dod.(1:1), k.2:4 |
| Worskła Połtawa            | 2:3 | Metałurh Zaporoże          | dod.(2:2)        |
| CSKA Kijów                 | 3:3 | Obołoń Kijów               | dod.(3:3), k.2:4 |
| Dnister Owidiopol          | 1:6 | Szachtar Donieck           |                  |

### 1/8 finału
Mecze rozegrano 12 września 2009.
| Feniks-Iliczowiec Kalinine | 1:2 | Dnipro Dniepropetrowsk |  |
| Stal Ałczewsk              | 0:3 | Obołoń Kijów           |  |
| Krymtepłycia Mołodiżne     | 1:2 | Metałurh Zaporoże      |  |
| Tawrija Symferopol         | 4:2 | Illicziwec Mariupol    |  |
| Metałurh Donieck           | 2:1 | Karpaty Lwów           |  |
| Jedność Płysky             | 1:3 | Szachtar Donieck       |  |
| Metalist Charków           | 0:1 | Dynamo Kijów           |  |
| Wołyń Łuck                 | 2:1 | Krywbas Krzywy Róg     |  |

### 1/4 finału
Mecze rozegrano 28 października 2009.
| Tawrija Symferopol     | 4:0 | Obołoń Kijów      |           |
| Wołyń Łuck             | 2:1 | Metałurh Zaporoże | dod.(1:1) |
| Dnipro Dniepropetrowsk | 1:2 | Metałurh Donieck  | dod.(1:1) |
| Szachtar Donieck       | 2:0 | Dynamo Kijów      |           |

### 1/2 finału
Mecze rozegrano 24 marca 2010.
| Wołyń Łuck       | 1:2 | Tawrija Symferopol |  |
| Metałurh Donieck | 2:1 | Szachtar Donieck   |  |

### Finał
Mecz rozegrano 16 maja 2010 na stadionie Metalist w Charkowie.
| Tawrija Symferopol | 3:2 | Metałurh Donieck | dod.(2:2) |

| Zdobywca Pucharu Ukrainy 2008/09 |
| -------------------------------- |
| Tawrija Symferopol 1 tytuł       |
| złoto                            |